# Tyronne Fernando
Pour les articles homonymes, voir Fernando.
Tyronne Fernando (8 août 1941 - 26 février 2008, Colombo) est un homme d'État srilankais, ministre des Affaires étrangères de 2001 à 2004.

## Jeunesse et études
Tyronne Fernando est né le 8 août 1941. C'est un descendant de Puran Appu (en), alias Weerahennadige Francisco Fernando, célèbre pour s'être opposé aux Anglais au XIXe siècle.
Il a fait ses études au Royal College de Colombo (en), l'une des plus prestigieuses écoles du Sri Lanka, avant un MA de sciences politiques au Keble College d'Oxford, où il fut le premier Asiatique à assumer le poste de directeur du Labour Club. Il est aussi diplômé en journalisme de l'école de journalisme de Londres.

## Carrière juridique
Il fit ses premières armes à Gray's Inn, à Londres, avant d'entrer au Barreau d'Angleterre et du Pays de Galles en tant que barrister.
De retour au Sri Lanka, il fut pendant dix ans Conseil de la Reine, puis avocat criminaliste. Par la suite, il entra dans le corps des conseillers du président et reçut la distinction de Master of the bench de Gray's Inn (membre du conseil supérieur de l'Inn).

## Carrière politique
En 1974, Fernando fait son entrée en politique avec son adhésion au Parti national uni. Il est élu député au parlement srilankais en 1977 comme représentant de la circonscription de Moratuwa, pourtant bastion du LSSP, où il remporte la victoire avec une majorité record de 15 000 voix. Fernando est ministre des Affaires étrangères du Sri Lanka sous la présidence de Junius Richard Jayewardene. Il est aussi ministre de l'Information en 1993 sous la présidence de Ranasinghe Premadasa.
En 2001, le nouveau premier ministre, Ranil Wickremesinghe le nomme ministre des Affaires étrangères. Il reste à ce poste jusqu'en 2004. Pendant son mandat, il brigue le poste de secrétaire général des Nations unies.
Fernando quitte le Parti national uni après l'élection présidentielle srilankaise de 2004, avec laquelle il perd son siège de député. Il est plus tard nommé par le président Chandrika Kumaratunga gouverneur de l'ancienne province de l'Est le 8 décembre 2004. Il est gouverneur jusqu'en janvier 2006. En 2007, il est nommé ambassadeur du Sri Lanka à l'ambassade française de Paris.
Fernando meurt le 26 février 2008 dans une clinique privée de Colombo. À sa mort, il est adjoint sénior du président Mahinda Rajapakse. Fernando a un enfant, Shehani Mathew.